# IF Vesta
Der IF Vesta ist ein schwedischer Sportverein aus Uppsala. Die Fußballmannschaft spielte zwei Spielzeiten in der zweithöchsten schwedischen Spielklasse.

## Geschichte
IF Vesta gründete sich am 8. Juni 1911. Bei Einführung eines landesweiten Ligasystems im Sommer 1924 gehörte der Klub zu den unterklassig eingeteilten Mannschaften, stieg aber 1927 erstmals in die zweite Liga auf. Dort war sie jedoch chancenlos, nach drei Saisonsiegen stieg sie als Tabellenletzte mit sechs Pluspunkten direkt wieder ab – ohnehin sah eine Ligareform zur Reduzierung der Anzahl der Zweitligastaffeln von fünf auf zwei fünf Absteiger in der neun Vereine umfassenden Staffel vor. In der anschließenden Drittligaspielzeit war der Klub ähnlich erfolglos und verabschiedete sich in die Viertklassigkeit.
Nach dem Wiederaufstieg 1934 reüssierte IF Vesta bis 1961 mit der Ausnahme der Viertliga-Spielzeit 1952/53 in der dritten Liga und stand zeitweise vor der Rückkehr in die Zweitklassigkeit: Nach zwei Vizemeisterschaften in ihrer Staffel in Folge qualifizierte sich die Mannschaft 1944 für die Aufstiegsrunde zur zweiten Spielklasse, scheiterte dort jedoch am Surahammars IF. Im folgenden Jahr wiederholte sie den Erfolg, dieses Mal setzte sich jedoch Västerås IK durch. Anschließend überstand der Klub eine erneute Ligareform auf dem dritten Spielniveau, nach dem Abstieg 1961 spielte er jedoch nur noch viertklassig.
1967 kehrte IF Vesta als Staffelsieger in die dritte Liga zurück. Nach zwei vierten Tabellenplätzen gewann die Mannschaft mit nur einer Saisonniederlage auch ihre Drittligastaffel und kehrte in die zweite Spielklasse zurück. Erneut war der Aufenthalt auf diesem Spielniveau nicht von Erfolg begleitet, gemeinsam mit IK Brage, Södertälje SK, IFK Stockholm und Råsunda IS stieg sie am Saisonende der Spielzeit 1971 wieder ab. Anschließend spielte sie sieben Spielzeiten in der dritthöchsten Liga, nach dem erneuten Abstieg aus der vierten Liga konnte sie noch für die Spielzeiten 1982 und 1983 zurückkehren. 1986 überstand der Verein eine abermalige Ligareform auf dem vierten Spielniveau, nach dem Abstieg in die Fünftklassigkeit 1988 schwankte er bis Ende der 1990er Jahre zwischen den Spielklassen. Nach dem Abstieg aus der sechsten Liga 1999 verabschiedeten sich die Fußballer vom höherklassigen Spielbetrieb.
Die Eishockeymannschaft des Klubs spielte in den 1940er Jahren um die nationale Meisterschaft.